# Stazione di Conza-Andretta-Cairano
Stazione di Conza-Andretta-Cairano vasútállomás Olaszországban, Conza della Campania településen.

## Vasútvonalak
Az állomást az alábbi vasútvonalak érintik:
- Avellino–Rocchetta Sant’Antonio-vasútvonal

## Kapcsolódó állomások
A vasútállomáshoz az alábbi állomások vannak a legközelebb:
- Sanzano-Occhino railway halt
- Stazione di Calitri-Pescopagano